# 史密斯威森M351PD左輪手槍
史密斯威森M351PD（英語：Smith & Wesson Model 351PD）是一款由美国槍械公司史密斯威森旗下的性能中心所研製及生產的7發式“J型底把”單／雙動操作式狩獵用途左輪手槍，發射.22溫徹斯特麥格農子彈。

## 概述
史密斯威森M351PD具有一根47.63毫米（1.875英吋）不連制退器或馬格那孔的不鏽鋼製槍管。儘管有個3字，它卻使用了鋁合金彈巢與底把和不鏽鋼槍管，並且裝上了一個霍格（英語：Hogue）公司生產的薔薇木握把（亦可改用黑色橡膠握把）。它亦採用了集光HI-VIZ红色光纖準星和可調節的V型缺口式照門。整把左輪手槍表面，包括彈巢都具有消減防眩眩光的啞光黑色外觀。

## 資料來源
- （英文）—Manfacturer: Smith & Wesson （页面存档备份，存于）—Model 351PD （页面存档备份，存于）

## 外部連結
- （英文）—Genitron.com—Smith & Wesson Model 351PD
- （英文）—GunGunsGuns.net—Smith & Wesson Model 351PD （页面存档备份，存于）